# Apramycin
Apramycin ist ein Aminoglycosidantibiotikum, das ausschließlich in Tierarzneimitteln Verwendung findet. In Ländern der Europäischen Union ist Apramycin für Schweine, Kaninchen, Schafe, Rinder und Hühner zugelassen. Nicht angewendet werden darf es bei Tieren, von denen Eier oder Milch für den menschlichen Verzehr gewonnen werden.
Beispiele für Anwendungsgebiete:
- Kalb: Infektionen durch coliforme Bakterien und Salmonellen
- Lamm: Infektionen durch coliforme Bakterien
- Schwein: Bakterielle Enteritis
- Geflügel: Septikämie durch Escherichia coli

## Handelsnamen
- Apralan